# Granfors kraftstation
Granfors kraftstation är ett vattenkraftverk i Skellefte älv. 

## Bakgrund
Den stora ökningen av energiomsättningen, mellan 1942 och 1947 ökade den totala energiomsättningen med 84 %, gjorde att Skellefteå Kraftverk köpte tillskottskraft från Vattenfall. Denna tillskottskraft var dock inte garanterat tillgänglig (så kallad prima kraft) vilket gjorde att man började söka alternativ. Valet föll på Granforsen, vars utbyggnad man redan tidigare hade utrett, med en genomsnittlig fallhöjd på 18 meter. Den planerade effekten skulle bli 16 MW men tanken var att även bereda plats för ett andra aggregat. Dammen skulle, med sina 35 meter över berggrunden i älvbotten, bli den högsta i älven och längden blev hela 225 meter.

## Byggnation

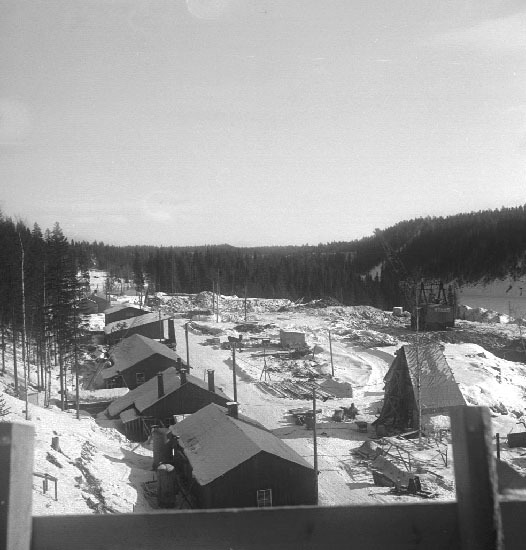
Skånska Cements baracker vid Granfors kraftverksbygge, nedströms dammen den 12 mars 1950.

Huvudentreprenör för bygget blev Skånska Cementgjuteriet. Till skillnad mot tidigare kraftverksbyggen i älven, i vilka grävningsarbeten utförts till största delen med handkraft, så var detta kraftverksbygge mycket mer motoriserat. Under bygget nyttjade entreprenören bland annat en 250-tons grävmaskin och inte en enda handdragen skottkärra användes. Som mest arbetade 177 personer på bygget och för att husera dessa uppförde man ett litet samhälle i Granfors bestående av sex villor och två baracker.
Materialåtgången under bygget var 300 000 säckar cement, 2000 ton armeringsjärn och 200 000 kubikfot formvirke.
Den 13 juni 1953 invigde prinsessan Sibylla stationen. Den redan förberedda platsen nyttjades redan 1965 för ett andra aggregat. Granfors fjärrstyrdes från Krångfors till en början. År 1990 utfördes en omfattande upprustning av aggregat, styr- och övervakningsutrustningen.